# Omrzel piaskowy
Omrzel piaskowy (Opatrum sabulosum) – gatunek chrząszcza z rodziny czarnuchowatych (Tenebrionidae).

## Opis
Ciało imago długie na 7-9 mm, dość spłaszczone. Ubarwienie szare lub ciemnoszare, w zależności od rodzaju gleby, jaki zamieszkuje chrząszcz (czym ziemia ciemniejsza, tym ciemniejsze ciało owada). Głowa szeroka, o trójkątnie wciętym nadustku i głęboko wciętych oczach, znacznie węższa od przedplecza. Czułka krótkie, czarne. Krawędź przednia przedplecza wykrojona, natomiast tylna nie przylega ściśle do pokryw. Zarówno przedplecze, jak i pokrywy wyraźnie punktowane. Wzdłuż dołków pokryw ciągnie się kilka rzędów czarnych bruzd. Odnóża czarne z ciemno czerwonymi stopami; przednia para o ząbkowanych i rozszerzonych ku końcowi goleniach, przystosowana do grzebania w ziemi.
Bardzo podobny jest blisko spokrewniony Opatrum riparium, u którego na przedpleczu obecne są czarne wzgórki tworzące wzór. Samo przedplecze punktowane jest nieregularnie. Ponadto, O. riparium preferuje tereny o wilgotnej i zwartej glebie, gdy omrzel piaskowy obecny jest na glebach suchych i luźnych.

## Biologia
Zamieszkują dobrze nasłonecznione tereny piaszczyste, takie jak przydroża, suche polany, ciepłe zbocza czy obrzeża lasów. Dwa pokolenia w sezonie. Imagines pojawiają się wiosną, tuż po przezimowaniu, już w cieplejsze dni marca. Apogeum pojawu przypada na kwiecień. Chrząszcz roślinożerny, żywi się kiełkami różnych gatunków roślin oraz młodą korą drzew. Ponadto larwy żerują także na szczątkach roślinnych w glebie. Samice składają ok. 100 jaj. Rozwój larw trwa ok. 3 miesięcy; do przeobrażenia drugiej generacji dochodzi w okresie od sierpnia do października. Zimuje wyłącznie imago.

## Występowanie
Gatunek palearktyczny. Powszechny w Europie Zachodniej i Środkowej, rzadszy na północy kontynentu. Obserwowany także w Azji Zachodniej i Środkowej. 
W Polsce jeden z najpospolitszych przedstawicieli rodziny. Występuje powszechnie na terenie całego kraju.